# Titularbistum Hephaestus
Hephaestus (ital.: Efesto ) ist ein Titularbistum  der römisch-katholischen Kirche. 
| Titularbischöfe von Hephaestus |                             |                                                                     |                    |                   |
| Nr.                            | Name                        | Amt                                                                 | von                | bis               |
| 1                              | Francesco Maria Ferreri OFM |                                                                     | 27. September 1730 |                   |
| 2                              | Clemente Pagnan, OSB        | Apostolischer Vikar von Colombo und Kandy (Sri Lanka)               | 12. November 1879  | 25. November 1886 |
| 3                              | Patrick Vincent Flood OP    | Koadjutorbischof von Port of Spain (Trinidad und Tobago) (Antillen) | 7. Juli 1887       | 8. März 1889      |
| 4                              | Giuliano Tommasuolo         | Weihbischof in Neapel, (Italien)                                    | 6. Dezember 1906   | 20. Juli 1918     |
| 5                              | Giuseppe Bartolomeo Rovetta | emeritierter Bischof von Cassano all’Jonio (Italien)                | 16. Dezember 1920  | 3. März 1933      |
| 6                              | Giovanni Capobianco         | Weihbischof in Spoleto (Italien)                                    | 26. Mai 1933       | 1. April 1935     |
| 7                              | Pio Giardina                | Weihbischof in Messina (Italien)                                    | 10. August 1935    | 8. August 1942    |
| 8                              | Georges Léon Pelletier      | Weihbischof in Québec (Kanada)                                      | 5. Dezember 1942   | 26. Juli 1947     |
| 9                              | André-Gustave-Émile Leclerc | Weihbischof in Paris (Frankreich)                                   | 8. November 1947   | 25. November 1977 |